# Carl Julius Bernhard Börner
Carl Julius Bernhard Börner (* 28. Mai 1880 in Bremen; † 14. Juni 1953 in Naumburg (Saale)) war ein deutscher Entomologe, Botaniker und Önologe. Sein botanisches Autorenkürzel lautet „Börner“.

## Leben
Carl Börner studierte Biologie in Marburg. Ab dem Jahr 1903 war er Assistent an der Kaiserlichen Biologischen Anstalt (später Biologische Reichsanstalt) in Berlin-Dahlem. Als Leiter der Rebenstation Ulmenweiler (Villers-l'Orme) heute Ortsteil von Vany, bei Metz in Lothringen ab dem Jahr 1907 widmete er sich der Erforschung der Biologie und Bekämpfung der Reblaus. Dabei entdeckte er im Jahr 1910 die verschiedenen Reblaus-Rassen. Nach Verlagerung der Rebenstation nach Naumburg (Saale) züchtete er dort reblausresistente Unterlagen. Er zeigte, dass Amerikanerreben Reblausresistenzen aufweisen und forcierte die Unterlagenzüchtung. Ab dem Jahr 1923 wurde der Pfropfrebenanbau in Deutschland zugelassen und der Kampf gegen die Reblaus dadurch gewonnen.
Außerdem wirkte Carl Börner an den Reblaus-Gesetzen (Reblausverordnung) und der Kontrolle der durch den Schädling verseuchten deutschen Weinbau-Gebiete mit. 1935 entdeckte er die erste reblausresistente amerikanische Wildrebe Vitis cinerea Arnold, die nach weiteren Selektionsarbeiten durch Helmut Becker in Geisenheim 1989 unter dem Namen Börner in das Sortenregister aufgenommen und 1991 für die Bundesrepublik Deutschland klassifiziert wurde.
Für seine grundlegenden Forschungen auf den Gebieten der vergleichenden Morphologie und der Taxonomie der Arthropoden sowie in Würdigung seiner entscheidenden Verdienste um die Gewinnung reblausfester Reben und blutlausfester Apfelbäume erhielt er am 3. Juni 1953 die Ehrendoktorwürde der Naturwissenschaften der TU Dresden verliehen.
Seine Sammlung von Springschwänzen befindet sich im Natural History Museum in London und im Deutschen Entomologischen Institut in Müncheberg.